# بخش یونین (شهرستان مورگان، اوهایو)
بخش یونین (به انگلیسی: Union Township) یک منطقهٔ مسکونی در ایالات متحده آمریکا است که در شهرستان مورگان، اوهایو واقع شده‌است.
 بخش یونین ۹۵٫۰ کیلومتر مربع مساحت و ۶۰۷ نفر جمعیت دارد و ۲۷۵ متر بالاتر از سطح دریا واقع شده‌است.